# Караулите
Караулите (известен още като Дончови караули), е скалист ръб в Пирин планина. Разположен е в северния пирински дял по главното било между върховете Бъндеришки чукар и Муратов връх. Името му е свързано с дейността на войводата Дончо Златков.
Северните склонове на Караулите са стръмни и скалисти, на места отвесни и силно насечени. Те са ограничени от два труднопроходими скални зъбера – в района на връх Спанополски чукар и близо до седловината Бъндеришка порта. Изгледът към назъбените северни склонове на Караулите от района на връх Тодорка и Бъндеришките езера е характерен и запомнящ се, оттам идва и името на скалния ръб.
Южните склонове на Караулите гледат към обширния и тревист циркус Голямо Спано поле. Те са тревисти, стръмни и насечени от множество каменисти улеи. В тази посока се открива гледка към близкостоящия връх Спанополски чукар.
През Караулите не минава маркирана туристическа пътека. Все пак преминаването оттам е възможно – има тясна утъпкана пътека, която на места се губи. Преминаването на първия и последния скалист зъбер от участъка е рисково и трябва да се прави с повишено внимание.